# Soudce Knorr
Soudce Knorr je román reflektující neklidné společenské klima a zvraty 20. století. Jde o jedno z klíčových děl Eduarda Petišky z konce 60. let. Soudce Knorr podniká nebezpečnou výpravu do nejintimnějších hlubin lidského nitra, aby nalezl kořeny lidské slabosti. Autoreflexivní příběh soudce, vykonávající svoji profesi v krutých padesátých letech, který na samé hranici života a smrti podává počet ze svých vin. Důkladné psychologické propracování charakterů jednotlivých aktérů je nadčasové a aktuální.
| „               | „Tohle umí jen rozum,“ říká mi mladý Knorr, „ukáže ti z celého světa jenom jednu věc, dokonale a přesně, postaví ti ji před oči, zakryje ti s ní celý složitý svět, jen aby uhájil svoje důvody. Ale cit tuší tam, kde rozum přestává vidět. Z mlhy, kam rozum nevidí, přilétají ptáci.“ | “ |
| — citát z knihy | |   |

| „               | Nedovedu hrát v tomto světě herců a masek a drapérií a přestavovaných kulis a proměnlivých reflektorů, jednou svatozářit do kouta vpravo, jednou do kouta vlevo. Já jenom přímo. Nevím, jestli to není jen druh těžkopádnosti, tahle přímost. Svět rozhodně není zařízen na přímost, oslavuje zákruty, zatáčky, okliky. | “ |
| — citát z knihy | |   |